# المجنة (الرضمة)

تعديل مصدري - تعديل

المجنة محلة تابعة لقرية الاجلب، التابعة لعزلة أزال بمديرية الرضمة إحدى مديريات محافظة إب في الجمهورية اليمنية.، بلغ تعداد سكانها 353 حسب تعداد اليمن لعام 2004.